# 阿度·佐治
阿图尔·若热·布拉加·梅洛·特谢拉（葡萄牙語：Artur Jorge Braga Melo Teixeira，1946年2月13日—2024年2月22日），简称阿度·佐治，葡萄牙足球教练及足球运动员。他曾被葡萄牙体育杂志评选为葡萄牙史上最优秀的100位球员之一。作为主教练，他曾率领波尔图于1987年夺得欧洲冠军杯冠军。